# General Motors
General Motors Corporation, poznat i pod skraćenicom GM, je američki automobilistički koncern sa sjedištem u Detroitu, savezna država Michigan. 
Koncern je osnovan 1908., a već iste godine stekao je vlasništvo nad markama Buick i Oldsmobile. Nakon drugog svjetskog rata General Motors i Ford su stvorili reputaciju arsenala demokracije zbog zasluga u vojnoj proizvodnji za saveznike, ali zbog svoje proizvodnje za Hitlerovu Njemačku oni su također mogli dobiti titulu arsenala fašizma General Motors je danas najveći svjetski proizvođač motornih vozila, a 2002. godine 15% svih automobila i gospodarskih vozila prodanih diljem svijeta nosilo je značku nekog od proizvođača pod okriljem koncerna. General Motorsova vozila danas se proizvode u 30 saveznih država SAD-a i 32 države diljem svijeta, a koncern zapošljava 340.000 ljudi.
Koncern ima puno vlasništvo nad markama Buick, Cadillac, Chevrolet, Daewoo,  GMC, Holden, Hummer, Pontiac, Saturn, Saab i a drži i udjele u japanskim markama Isuzu, Subaru i Suzuki, te ruskoj Ladi.